# Fujiwara no Sanesuke
Fujiwara no Sanesuke (藤原実資, [[[957]] – 1046}] Erro: {{japonês}}: texto da transliteração contém caractere não latino (pos 19) (ajuda), também conhecido como Go-Ōno-no-miya) membro da Corte durante o Período Heian da História do Japão.

## Vida
Este membro do Ramo Ononomiya do Clã Fujiwara era foi o quarto filho de Fujiwara Tadatoshi. Após a morte de seu pai ele foi adotado por seu avô Saneyori, o líder  dos Ononomiya e se tornou herdeiro destes.

## Carreira
Serviu os seguintes imperadores : Imperador En'yu (969-984); Imperador Kazan (984-986); Imperador Ichijo (986-1011); Imperador Sanjo (1011-1016); Imperador Go-Ichijo (1016-1036); Imperador Go-Suzaku (1036-1045); Imperador Go-Reizei (1045-1046).
Em 969 ingressou na corte no Kurōdodokoro (um órgão criado para cuidar dos arquivos do imperador e documentos imperiais bem como atender as várias necessidades pessoais do soberano) durante o reinado do Imperador En'yu. Em 971 é transferido para o Hyoefu (Quartel da Guarda Militar) e em 973 para o Konoefu (Quartel da Guarda do Palácio). Em 989 durante o governo do Imperador Ichijo é nomeado Sangi e em 1001 foi promovido a Dainagon
Sanesuke se tornou Udaijin em 1021, durante o reinado do Imperador Go-Ichijo tinha um conhecimento profundo sobre os ritos e costumes, por isso ele era chamado Kenjin ufu (賢人右府, udaijin sábio). Ele escreveu um diário chamado Shōyūki (小右記)  por cinquenta anos.
Sanesuke é mencionado no diário de Murasaki Shikibu, autora do Genji Monogatari . Nele, ela elogia-o por ser uma pessoa fora do comum, e descreve em  detalhes uma série de ocasiões onde demonstrou seu comportamento supersticioso. No Diário, Sanesuke é descrito como tendo convocados exorcistas em uma série de ocasiões, e empregava crianças para ficarem tocando gongos para curá-lo de doenças ou pesadelos.
Ele era casado com uma filha de Minamoto no Koremasa (descendente do imperador Montoku), e também era casado com a Princesa Enshi (婉子女王), filha do Príncipe Imperial Tamehira. Ela era uma consorte do Imperador Kazan e casou-se com Sanesuke após o imperador se tornar Sacerdote. Mas não conseguiu ter filhos em nenhuma destas uniões. Por causa disto Sanesuke adotou 2 sobrinhos filhos de seu irmão mais velho Kanehira eram eles: Sukehira que se tornou herdeiro da família e Sukeyori
Anos mais tarde foi pai de um casal de filhos fora do casamento: Ryōen que se tornou sacerdote e Chifuru que se casou com Fujiwara no Kaneyori (filho de Fujiwara no Yorimune ).
| Precedido por Fujiwara no Yoritada | -- 3º Líder dos Ononomiya Fujiwara 989 - 1046 | Sucedido por Fujiwara no Sukehira  |
| Precedido por Fujiwara no Kinsue   | 59º - Udaijin 1021 - 1046                     | Sucedido por Fujiwara no Norimichi |